# Rudolf Janček
Rudolf Janček (* 9. března 1946 Bratislava) je bývalý slovenský fotbalový útočník. Po skončení aktivní kariéry pracuje jako fotbalový funkcionář v Bratislavě.

## Fotbalová kariéra
V lize hrál za Slovan Bratislava. Nastoupil ve 3 ligových utkáních, gól v lize nedal. Dále hrál i za Duklu Banská Bystrica a ZŤS Petržalka. Se Slovanem získal v roce 1970 mistrovský titul.

## Ligová bilance
| Ročník                                   | Zápasy | Góly | Klub                       |
| ---------------------------------------- | ------ | ---- | -------------------------- |
| 1. československá fotbalová liga 1969/70 | 3      | 0    | TJ Slovan CHZJD Bratislava |
| CELKEM 1. ČS. LIGA                       | 3      | 0    |                            |